# Шрек 2
«Шрек 2» (англ. Shrek 2) — американский анимационный фэнтезийный комедийный фильм 2004 года, основанный на книге Уильяма Стейга «Шрек!» и снятый Эндрю Адамсоном, Келли Эсбёри и Конрадом Верноном по сценарию Адамсона, Джо Стиллмана, Дж. Дэвида Стема и Дэвида Н. Уайсса; сиквел мультфильма «Шрек» (2001) и второй полнометражный проект франшизы «Шрек». Майк Майерс, Эдди Мерфи и Камерон Диас вновь озвучили Шрека, Осла и Фиону; также в работе над мультфильмом приняли участие следующие актёры: Антонио Бандерас, Джули Эндрюс, Джон Клиз, Руперт Эверетт и Дженнифер Сондерс. События сиквела разворачиваются после окончания первой части: в компании Осла молодожёны Шрек и Фиона отправляются знакомиться с родителями последней. Властолюбивая Фея-крёстная стремится разрушить их брак, чтобы возвести на трон Тридевятого королевства своего сына принца Чаминга; дабы не допустить этого, Шрек и Осёл объединяются с Котом в сапогах.
Производство мультфильма началось в 2001 году. Из-за творческих разногласий с продюсерами первой части сценаристы Тед Эллиот и Терри Россио не работали над сиквелом; сюжет к нему написал Адамсон, который черпал вдохновение из фильма «Угадай, кто придёт к обеду?» (1967). Художники прибегли к анимации высокого уровня, чтобы показать более реалистично не только старых персонажей, но и новых, в частности Кота в сапогах. Гонорары главных актёров возросли до $ 10 млн, из-за чего на тот момент они являлись одними из самых высокооплачиваемых звёзд. Как и первая часть, сиквел пародирует другие сказочные фильмы и содержит отсылки на американскую попкультуру.
Мультфильм посвящён памяти создателя «Шрека», Уильяма Стейга, который умер 3 октября 2003 года, за семь месяцев до его выхода.
Премьера «Шрека 2» состоялась 15 мая 2004 года на Каннском кинофестивале, где он был одним из номинантов на Золотую пальмовую ветвь. Широкий прокат мультфильма, дистрибуцией которого занималась компания DreamWorks Pictures, начался 19 мая. Как и первая часть, сиквел был удостоен положительных отзывов критиков и собрал $ 935,2 млн по всему миру. На момент 2004 года у «Шрека 2» были крупнейшие сборы за первые три дня американского проката и самая прибыльная премьера среди анимационных фильмов, что также сделало его самым кассовым фильмом 2004 года. На сегодняшний день «Шрек 2» остаётся самым кассовым проектом DreamWorks Animation и самым кассовым фильмом, выпущенным DreamWorks Pictures; до 2010 года он удерживал лидерство среди самых кассовых мультфильмов всех времён, пока его не превзошла картина «История игрушек: Большой побег». «Шрек 2» получил две номинации на премию «Оскар» в категориях «лучший анимационный полнометражный фильм» и «лучшая песня»; в 2004 году музыка к мультфильму попала в десятку самых популярных композиций из чарта «Billboard 200». В 2007 году DreamWorks выпустила продолжение «Шрек Третий», в 2010 году — «Шрек навсегда», а в 2026 году — завершающая предстоящая часть «Шрек 5». Дебютировавший в мультфильме Кот в сапогах обзавёлся собственными спин-оффами — анимационными фильмами «Кот в сапогах» (2011) и «Кот в сапогах: Последнее желание» (2022) и мультсериалом «Приключения Кота в сапогах» (2015).

## Сюжет
Принц Чаминг спешит к замку дракона, чтобы спасти принцессу Фиону. Однако по прибытии он обнаруживает, что отсутствует и дракон, и принцесса. Ведь её уже спас Шрек.
Тем временем Шрек и принцесса Фиона отлично проводят медовый месяц и возвращаются в свой дом на болоте, где обнаруживают приглашение от родителей Фионы: король и королева устраивают бал, чтобы отпраздновать свадьбу их дочери. Несмотря на протесты Шрека, Фиона убеждает его поехать в Тридевятое королевство; вместе с ними отправляется Осёл, который поругался с Драконихой и хочет развеяться. По прибытии их встречают король Гарольд и королева Лилиан, которых — в частности Гарольда — потрясает тот факт, что Фиона не только осталась огром, но и вышла замуж за одного из них. За ужином Шрек и Гарольд ссорятся, чем огорчают Фиону, и та запирается в своей комнате. Шрек начинает сомневаться, что он достоин Фионы, особенно после прочтения её детского дневника, в котором та неоднократно говорила о себе как о невесте принца Чаминга.
К Гарольду тайно прилетает Фея-крёстная и напоминает о старом долге: когда-то она оказала Гарольду некую услугу, за что он обещал поженить их детей — Фиону и принца Чаминга. Она приказывает королю избавиться от Шрека, в противном случае угрожает отнять у него «долгую и счастливую жизнь». Гарольд начинает действовать и по наводке нанимает всем известного убийцу огров Кота в сапогах.
Однако Коту не удается убить Шрека и в силу обстоятельств он раскрывает ему личность заказчика, а затем и вовсе присоединяется к огру и Ослу. Шрек, Осёл и Кот пробираются на фабрику Феи-крёстной и крадут зелье «Долго и счастливо», которое, по мнению Шрека, сделает его «прекрасным принцем» для Фионы. Он и Осёл выпивают зелье, однако не замечают каких-либо изменений и внезапно засыпают. В это время Фиона приходит к выводу, что их поездка была ошибкой, и собирается отправиться на поиски Шрека, чтобы вернуться домой, но затем и она проваливается в сон.
Проснувшись на следующее утро в разных местах, Шрек и Фиона обнаруживают, что стали людьми, в то время как Осёл превратился в прекрасного белого коня. Узнав, что действие зелья закончится в полночь, если он не поцелует Фиону, Шрек спешит в замок вместе с Ослом и Котом. Тем временем обнаружившая пропажу зелья из своих запасов Фея-крёстная решает воспользоваться ситуацией: поскольку Фиона не знает, как выглядит Шрек в человеческом облике, принц Чаминг притворяется ставшим человеком Шреком и пытается завоевать расположение Фионы, чтобы получить от неё поцелуй. Подоспевшему Шреку Фея-крёстная показывает, как мило смотрится Фиона в облике красавицы-принцессы рядом с Чамингом и убеждает, что лучший способ осчастливить Фиону — отпустить её. Огр покидает замок.
Из-за скептического отношения Фионы к Чамингу, который по поведению совсем не похож на прямодушного и остроумного Шрека, Фея-крёстная поручает Гарольду подмешать в её напиток любовное зелье. Этот разговор подслушивают Шрек, Осёл и Кот. Они понимают, что Фиона вовсе не счастлива с молодым красавцем и решают вернуться. Но их арестовывают рыцари королевства и заключают в темницу. Когда начинается королевский бал, в темницу к героям проникают увидевшие их арест по телевизору сказочные существа, с которыми Шрек и Осёл познакомились во время их предыдущего приключения, и освобождают их. Все вместе они штурмуют замок верхом на гигантском пряничном человечке, созданном другом Пряни по имени Кекс. Все вместе устремляются во дворец.
Шрек боится, что после любовного зелья ничто не помешает Фионе поцеловать Чаминга, однако вместо того, чтобы влюбиться в него, Фиона нокаутирует принца ударом головой. Гарольд признается, что в последний момент поменял местами их с Фионой чашки, потому что желает своей дочери истиной любви, а не из зелья. В ярости Фея-крёстная атакует Шрека заклинанием из волшебной палочки, однако Гарольд заслоняет его своим телом; заклинание рикошетит от его доспехов обратно к Фее, после чего та распадается на пузыри.
После исчезновения Феи Гарольд превращается в короля-лягушонка; он сознаётся, что много лет назад тоже выпил зелье «Долго и счастливо», чтобы завоевать Лилиан, которую страстно полюбил. Король благословляет брак Шрека и Фионы, а Лилиан заявляет, что любит Гарольда даже в облике лягушки. Когда часы бьют полночь, Фиона отказывается от предложения Шрека остаться людьми, после чего они вновь становятся ограми; к своему сожалению Осёл также перестаёт быть белым скакуном, хотя Шрек уверил его, что для него он так и остался благородным жеребцом. В сцене после титров прилетает жена Осла Дракониха, которая родила от него нескольких детей, представляющих собой гибриды осла и дракона. Осёл счастлив в окружении своего семейства.

## Роли озвучивали
| Актёр             | Роль                      |
| ----------------- | ------------------------- |
| Майк Майерс       | Шрек                      |
| Эдди Мерфи        | Осёл                      |
| Кэмерон Диас      | Принцесса Фиона           |
| Антонио Бандерас  | Кот в сапогах             |
| Джон Клиз         | Король Гарольд            |
| Джули Эндрюс      | Королева Лилиан           |
| Руперт Эверетт    | Принц Чаминг              |
| Дженнифер Сондерс | Фея-крёстная              |
| Джоан Риверз      | Диктор с ковровой дорожки |
| Ларри Кинг        | Уродливая сестра Дорис    |

| Актёр                             | Роль                               |
| --------------------------------- | ---------------------------------- |
| Арон Уорнер                       | Волк                               |
| Коуди Камерон                     | Пиноккио, Три поросёнка            |
| Кристофер Найтс и Саймон Дж. Смит | Три слепых мышонка                 |
| Конрад Вернон                     | Пряня, Кекс, Седрик, диктор        |
| Крис Миллер                       | Волшебное зеркало                  |
| Марк Моусли                       | мебель                             |
| Келли Куни Чилелла                | продавщица фаст-фуда               |
| Келли Эсбери                      | паж, эльф, дворянин, сын дворянина |
| Эндрю Адамсон                     | начальник стражи                   |
| Саймон Коуэлл                     | камео                              |

## Производство
В 2001 году ведущие актёры получившего признание критиков и коммерчески успешного «Шрека» — Майк Майерс, Кэмерон Диас и Эдди Мерфи — провели переговоры с DreamWorks, в ходе которых согласились вернуться к озвучиванию своих персонажей при увеличении их соответствующих гонораров до $ 10 млн; за первую часть каждый из них заработал по $ 350 000. По словам исполнительного продюсера «Шрека 2» и одного из основателей DreamWorks Джеффри Катценберга, который вёл переговоры, это были самые высокие выплаты за всю карьеру Майерса, Диас и Мерфи. На запись реплик актёры потратили от 15 до 18 часов. Производственный бюджет анимационного фильма составил $ 150 млн.
Сценаристы первого «Шрека» (Тед Эллиотт и Терри Россио) задумывали сиквел как классическую сказку, однако у продюсеров картины было иное видение, поэтому дуэт сценаристов покинул проект, который впоследствии возглавил Эндрю Адамсон; при написании сюжета последний черпал вдохновение из фильма «Угадай, кто придёт к обеду?». Он завершил сценарий в соавторстве с Джо Стиллманом, работавшим над первой частью, Дж. Дэвидом Стемом и Дэвидом Н. Уайссом. В то время как Адамсон провёл большую часть времени с актёрами озвучивания в Глендейле (штат Калифорния), производственным процессом мультфильма руководили сорежиссёры Келли Эсбери и Конрад Вернон из Северной Калифорнии.
DreamWorks начала производство сиквела в 2001 году, ещё до завершения работы над первой частью. Создатели мультфильма добавили в повествование больше персонажей людей и улучшили внешний вид героев, а также сделали их движения более плавными с помощью продвинутой анимации / рендеринга. По словам художников проекта, наиболее сложным оказалось создание Кота в сапогах, для анимации меха, пояса и плюмажа на шляпе которого потребовались новые программные инструменты. Работа над персонажами охватила первые три года производства.
В черновой версии сценария сиквела Шрек отрекался от престола и призывал к проведению сказочных выборов. Предвыборная кампания Пиноккио делала упор на честность, а кампания Пряни — на очернение оппонентов. Адамсон отметил, что хотя в этой истории было много остроумных находок, она представляла собой откровенную политическую сатиру, а юмор в ней был «скорее интеллектуальным, чем эмоциональным». «Шрек 2» создавался с более тёмным фильтром, нежели первая часть; взяв курс на улучшение детализации и обстановки сюжетных локаций, художники вдохновлялись творчеством французского иллюстратора и гравера XIX века Густава Доре. По словам художника-постановщика Гийома Аретоса, команда изучила множество средневековых картин и иллюстраций XV и XVI веков для выработки стилистики анимационного фильма.

## Музыка
Shrek 2: Original Motion Picture Soundtrack — саундтрек к «Шреку 2». Альбом занял 8-е место в американском чарте Billboard 200 и 1-е место в рейтинге саундтреков США. Помимо специально написанных для мультфильма композиций, в него также вошли две версии хита Бонни Тайлер «Holding Out for a Hero» (1984).
| Оценки критиков | Оценки критиков |
| Источник        | Оценка          |
| --------------- | --------------- |
| AllMusic        | [ 27 ]          |

| №                   | Название                               | Исполнитель(и)                | Длительность |
| ------------------- | -------------------------------------- | ----------------------------- | ------------ |
| 1.                  | «Accidentally in Love»                 | Counting Crows                | 3:08         |
| 2.                  | «Holding Out for a Hero»               | Frou Frou                     | 3:22         |
| 3.                  | «Changes»                              | Дэвид Боуи и Баттерфлай Бучер | 3:22         |
| 4.                  | «As Lovers Go»                         | Dashboard Confessional        | 3:29         |
| 5.                  | «Funkytown»                            | Lipps Inc.                    | 3:59         |
| 6.                  | «I'm on My Way»                        | Rich Price                    | 3:21         |
| 7.                  | «I Need Some Sleep»                    | Eels                          | 2:28         |
| 8.                  | «Ever Fallen in Love»                  | Пит Йорн                      | 2:32         |
| 9.                  | «Little Drop of Poison»                | Том Уэйтс                     | 3:11         |
| 10.                 | «You're So True»                       | Джозеф Артур                  | 3:55         |
| 11.                 | «People Ain’t No Good»                 | Nick Cave and the Bad Seeds   | 5:39         |
| 12.                 | «Fairy Godmother Song»                 | Дженнифер Сондерс             | 1:52         |
| 13.                 | «Livin’ la Vida Loca»                  | Антонио Бандерас и Эдди Мерфи | 3:29         |
| 14.                 | «Holding Out for a Hero» (Bonus Track) | Дженнифер Сондерс             | 3:56         |
| Общая длительность: | Общая длительность:                    | Общая длительность:           | 47:43        |

Песни из «Кумира Тридевятого королевства»
1. «Disco Inferno» — The Trammps; исполнил Осёл (Эдди Мерфи)
2. «Mr. Roboto» — Styx; исполнил Пиноккио (Коуди Камерон)
3. «Girls Just Want to Have Fun» — Синди Лопер; исполнила Уродливая сестра Дорис (Ларри Кинг)
4. «Hungry Like the Wolf» — Duran Duran; исполнили Три поросёнка (Коуди Камерон) и Волк (Арон Уорнер)
5. «I’m Too Sexy» — Right Said Fred; исполнил принц Чаминг (Рэнди Крэншоу)
6. «I Can See Clearly Now» — Джонни Нэш; исполнили Три слепых мышонка (Рэнди Крэншоу)
7. «Sugar, Sugar» — The Archies; исполнил Пряня (Конрад Вернон)
8. «Hooked on a Feeling» — Blue Swede; исполнил Капитан Крюк (Мэтт Махаффей)
9. «These Boots Are Made for Walkin’» — Нэнси Синатра; исполнил Кот в сапогах (Антонио Бандерас)
10. «What I Like About You» — The Romantics; исполнили Шрек (Майкл Гоф) и Фиона (Рене Сандс)
11. «My Way» — Фрэнк Синатра; исполнил Саймон Коуэлл (Рик Рисо)

Shrek 2: Original Motion Picture Score — музыка к мультфильму «Шрек 2», написанная композитором первой части Гарри Грегсон-Уильямс; это была его пятая работа с DreamWorks Animation.
| Оценки критиков | Оценки критиков |
| Источник        | Оценка          |
| --------------- | --------------- |
| AllMusic        | [ 30 ]          |

Слова и музыка всех песен — Гарри Грегсона-Уильямса.
| №                   | Название                   | Длительность |
| ------------------- | -------------------------- | ------------ |
| 1.                  | «Prince Charming»          | 2:05         |
| 2.                  | «Leaving Home»             | 1:12         |
| 3.                  | «Far Far Away»             | 1:44         |
| 4.                  | «Family Dinner»            | 2:10         |
| 5.                  | «Fiona's Room»             | 1:01         |
| 6.                  | «We Need to Talk»          | 1:32         |
| 7.                  | «The Poison Apple»         | 1:20         |
| 8.                  | «The Factory»              | 1:40         |
| 9.                  | «By the Ol' Oak»           | 2:02         |
| 10.                 | «Annoying Talking Animal»  | 2:56         |
| 11.                 | «The Potion Room»          | 3:08         |
| 12.                 | «Deep Fried»               | 2:02         |
| 13.                 | «Not Meant to Be»          | 2:49         |
| 14.                 | «The Ball»                 | 1:09         |
| 15.                 | «The Prince of Her Dreams» | 2:16         |
| 16.                 | «Tonight on "Knights"»     | 0:48         |
| 17.                 | «Magic Tea»                | 1:50         |
| 18.                 | «The Mission»              | 1:29         |
| 19.                 | «Muffin Man»               | 1:10         |
| 20.                 | «Get the Wand»             | 2:08         |
| 21.                 | «All Is Revealed»          | 3:16         |
| 22.                 | «Dragon!!»                 | 0:38         |
| Общая длительность: | Общая длительность:        | 40:25        |

## Релиз
В апреле 2004 года «Шрек 2» получил номинацию на «Золотую пальмовую ветвь», награду Каннского кинофестиваля.
Изначально DreamWorks планировала выпустить «Шрека 2» 18 июня 2004 года. В дальнейшем компания перенесла дату премьеры на 21 мая 2004 года. Тем не менее из-за «требования фанатов» релиз мультфильма состоялся на два дня раньше — 19 мая 2004 года. За день до этого первые пять минут проекта были показаны на канале Nickelodeon U-Pick Live.
За премьерные выходные «Шрек 2» был показан в 4163 кинотеатрах США, став первым фильмом, показ которого охватил более 4000 кинотеатров. В премьерный день он демонстрировался на 3700 экранах.
В июле 2014 года DreamWorks Animation приобрела у Paramount Pictures права на дистрибуцию анимационного фильма и передала их компании 20th Century Fox; в 2018 году права перешли к Universal Pictures.

### Домашние издания
Релиз «Шрека 2» на VHS и DVD состоялся 5 декабря 2004 года; 17 декабря 2005 года мультфильм вышел на Game Boy Advance Video. На январь 2005 года было продано свыше 37 млн копий DVD. 1 декабря 2010 года в продажу поступило коллекционное Blu-ray-издание в формате 3D со всеми четырьмя анимационными фильмами серии, эксклюзивно для некоторых телевизоров Samsung. 7 декабря 2010 года все части продавались в бокс-сете Shrek: The Whole Story, а 30 августа 2011 года было выпущено ещё одно издание «Шрека 2», состоявшее из DVD и Blu-ray дисков. 1 ноября 2011 года 3D-версия мультфильма вышла на Blu-ray. В DVD-издании есть две дополнительные аудиодорожки: первая — с комментариями сорежиссёров Конрада Вернона и Келли Эсбери, а вторая — с комментариями продюсера Арона Уорнера и редактора Майкла Эндрюса.
22 ноября 2022 года компания Universal Pictures Home Entertainment выпустила «Шрека 2» на Ultra HD Blu-ray.

#### Кумир Тридевятого королевства
«Кумир Тридевятого королевства» — специальный короткометражный мультфильм для DVD- и VHS-изданий, пародирующий шоу American Idol с Саймоном Коуэллом; его события разворачиваются сразу после финала «Шрека 2». По сюжету, персонажи мультфильма соревнуются в музыкальном конкурсе, который оценивают Шрек, Фиона и Коуэлл.
По окончании всех музыкальных номеров на DVD зритель выбирает победителя; если он отдаст предпочтение кому-либо, кроме Шрека, Фионы, Осла или Кота, воспроизводится альтернативная концовка, в которой Коуэлл объявляет победителем себя и исполняет кавер на песню «My Way». В конце VHS-издания на экране появляется адрес сайта, зайдя на который, зритель мог проголосовать за своего фаворита, чтобы выявить окончательного победителя. 8 ноября 2004 года, спустя три дня с момента релиза мультфильма на DVD и VHS, DreamWorks Animation объявила, что победителем конкурса стала Дорис, набравшая 750 000 голосов.

## Восприятие

### Кассовые сборы
«Шрек 2» возглавил американский прокат, заработав за премьерную неделю свыше $ 108 млн — с пятницы по воскресенье; по состоянию на среду следующей недели сборы «Шрека 2», который был показан на экранах 4163 кинотеатров, составляли $ 129 млн. В среднем за выходные выручка одного кинотеатра составила $ 25 952. На 2004 год у «Шрека 2» были одни из крупнейших сборов за первые премьерные выходные, однако мультфильму не удалось побить рекорд «Человека-паука» (2002), заработавшего $ 114,8 млн. За первую субботу «Шрек 2» заработал $ 44,8 млн — на тот момент это были крупнейшие сборы в пределах одного дня; предыдущий рекорд принадлежал «Человеку-пауку» в размере $ 43,6 млн. В течение вторых прокатных выходных мультфильм удерживал первенство в прокате, причём количество показывающих его кинотеатров увеличилось до 4223 единиц; за четырёхдневные выходные по случаю Дня поминовения фильм заработал дополнительные $ 95,6 млн и превзошёл показатели новинки недели — картины «Послезавтра», собравшей $ 85,8 млн. В течение десяти недель он оставался в «10 самых популярных кинорелизов» того времени вплоть до 29 июля; кинотеатры демонстрировали его на протяжении 149 дней. 2 июля 2004 года состоялась премьера в Великобритании, где «Шрек 2» оставался самым кассовым фильмом года вплоть до выхода «Человека-паука 2».
В США и Канаде фильм заработал $ 441,2 млн, а на территориях других стран его сборы составили $ 487,5 млн; суммарные сборы «Шрека 2» превысили $ 935,3 млн по всему миру, что сделало его самым кассовым фильмом как 2004 года, так и всей франшизы в целом. Мультфильм занимает 28-е место среди «самых кассовых фильмов США» и 69-е место среди «самых кассовых фильмов в истории». В США было продано около 71 050 900 билетов.
В 2004 году «Шрек 2», обогнав предыдущего рекордсмена «В поисках Немо» (2003), стал «самым кассовым мультфильмом в истории»; при этом ему не удалось превзойти сборы «В поисках Немо» за пределами США. С учётом продаж DVD и тематических товаров, общая сумма которых оценивается приблизительно в $ 800 млн, при производственном бюджете в $ 150 млн, «Шрек 2» остаётся самым прибыльным мультфильмом DreamWorks на сегодняшний день.
«Шрек 2» оставался самым кассовым анимационным фильмом вплоть до выхода картины «История игрушек: Большой побег» (2010); также он удерживал рекорд по наибольшим сборам среди мультфильмов в прокате США до релиза «В поисках Дори» (2016) и среди не относящихся к Disney мультфильмов в прокате США до премьеры «Братья Супер Марио в кино» (2023). «Шрек 2» оставался самым кассовым не относящимся к Disney анимационным фильмом до выхода «Гадкий Я 2» (2013).

### Критика

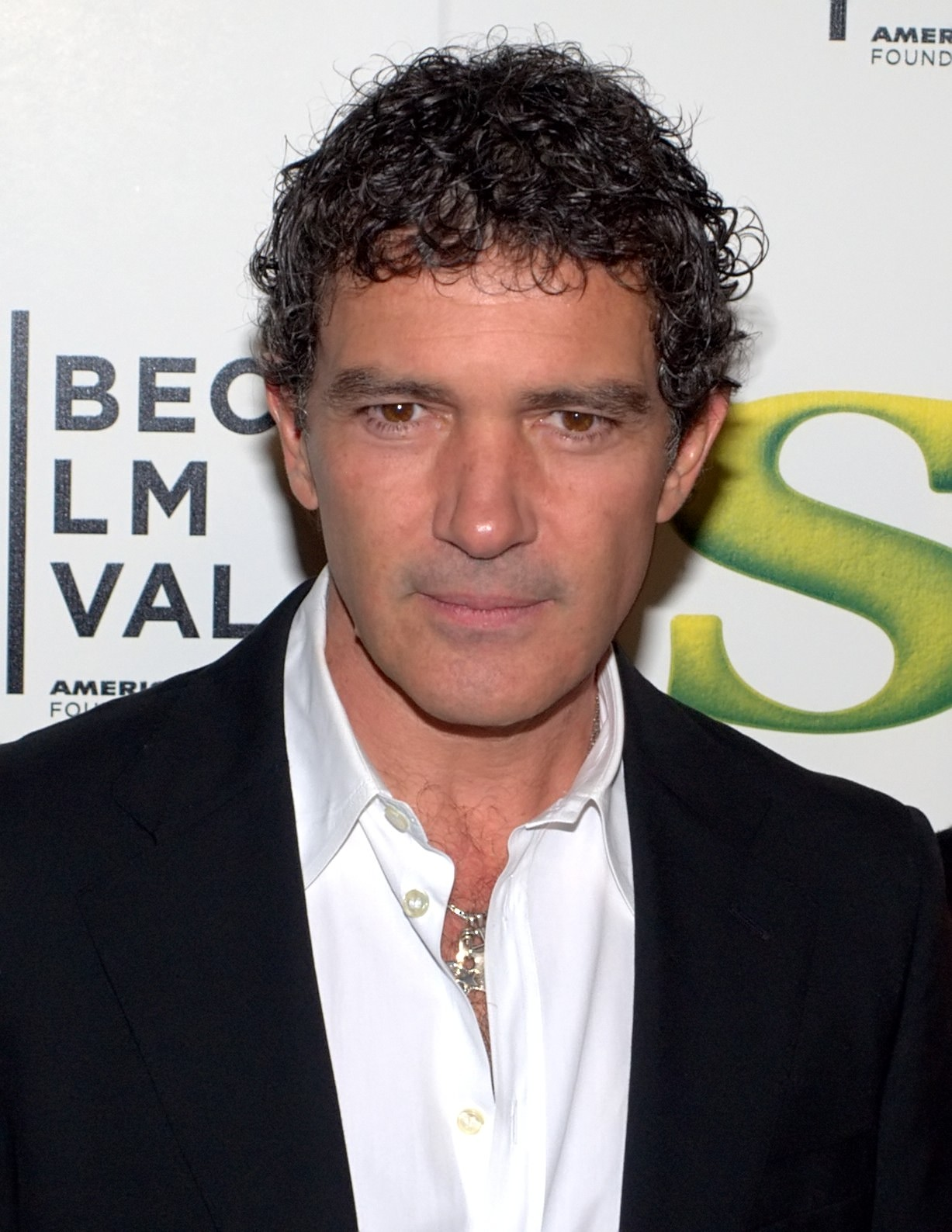
Антонио Бандерас получил положительные отзывы от критиков за озвучку Кота в сапогах

На агрегаторе рецензий Rotten Tomatoes рейтинг свежести мультфильма составляет 89 % со средней оценкой 7,7 баллов из 10 на основе 239 рецензий. Консенсус сайта гласит: «Пусть он и не такой новаторский, как первая часть, „Шрек 2“ выигрывает благодаря актуальному юмору и второстепенным персонажам». Metacritic, который выставляет оценки на основе среднего арифметического взвешенного, дал картине 75 баллов из 100 на основе 40 обзоров, что указывает на «преимущественно положительный приём». Зрители, опрошенные CinemaScore, поставили фильму среднюю оценку «А» по шкале от A+ до F.
Роджер Эберт оценил «Шрека 2» на три звезды из четырёх, описав его как «яркий, живой и интересный» мультфильм, а Роберт Денерштейн из Denver Rocky Mountain News назвал его «невероятно забавным». Джеймс Кендрик из QNetwork похвалил сюжет, который охарактеризовал как «обыденный, но в то же время забавный». Дж. Р. Джонс из Chicago Reader назвал анимационный фильм «безупречным семейным развлечением» в духе первой части. Майкл О’Салливан из The Washington Post заявил, что «Шрек 2» «лучше и смешнее оригинала».
Кевин Лалли из Film Journal International описал проект как «изобретательный и местами очень забавный», однако отдал предпочтение мультфильму-предшественнику. С другой стороны, Питер Райнер из New York Magazine пришёл к выводу, что «Шрек 2» «растерял многие особенности, которые сделали его предшественника увлекательным компьютерным приключением».
Шон Нотон из Complex назвал его «одним из лучших анимационных сиквелов всех времён».

### Награды и номинации
В 2004 году «Шрек 2» был номинирован на «Золотую пальмовую ветвь», награду Каннского кинофестиваля. Он получил пять наград на 31-й церемонии вручения премии People’s Choice Awards в следующих категориях: «любимый анимационный фильм», «любимый актёр анимационного кино», «любимая кинокомедия», «любимый кинозлодей» и «любимый сиквел». Также мультфильм получил премию Teen Choice Awards в категории «лучший фильм — комедия». На 3-й церемонии вручения Visual Effects Society Awards «Шрек 2» победил в категории «выдающееся исполнение персонажа анимационного фильма».
Наряду с другим проектом DreamWorks «Подводная братва» (2004) «Шрек 2» был номинирован на премию «Оскар» как «лучший анимационный полнометражный фильм», но проиграл «Суперсемейке» (2004). Одна из играющих в мультфильме песен — «Accidentally in Love» — получила номинации на премии «Оскар» как «лучшая песня к фильму», «Золотой глобус» как «лучшая песня», и «Грэмми» как «лучшая песня, написанная для визуальных медиа».
В 2008 году Американский институт киноискусства номинировал «Шрека 2» на включение в список «10 лучших анимационных фильмов».
| Награды и номинации                                 | Награды и номинации                                                                         | Награды и номинации                                                                                        | Награды и номинации | Награды и номинации |
| Награда                                             | Категория                                                                                   | Номинант                                                                                                   | Результат           |                     |
| --------------------------------------------------- | ------------------------------------------------------------------------------------------- | --- | ------------------- | ------------------- |
| «Жорж»                                              | «Лучший развлекательный фильм»                                                              | Шрек 2 | Победа              |                     |
| «Оскар»                                             | «Лучший анимационный полнометражный фильм»                                                  | Шрек 2 | Номинация           |                     |
| «Оскар»                                             | «Лучшая песня к фильму»                                                                     | «Accidentally in Love» — Counting Crows                                                                    | Номинация           |                     |
| «Золотой глобус»                                    | «Лучшая песня»                                                                              | «Accidentally in Love» — Counting Crows                                                                    | Номинация           |                     |
| Детская премия «BAFTA»                              | «Лучший полнометражный мультфильм»                                                          | Шрек 2 | Номинация           |                     |
| Детская премия «BAFTA»                              | «Лучшее специальное DVD-издание»                                                            | | Номинация           |                     |
| «Сатурн»                                            | «Kids' Vote»                                                                                | Шрек 2 | Победа              |                     |
| «Сатурн»                                            | «Лучший художественный фильм»                                                               | Шрек 2 | Номинация           |                     |
| «Энни»                                              | «Лучший анимационный полнометражный фильм»                                                  | Шрек 2 | Номинация           |                     |
| «Энни»                                              | «Лучшие анимационные эффекты»                                                               | Джонатан Гибс                                                                                              | Номинация           |                     |
| «Энни»                                              | «Лучшая режиссёрская работа — анимационный полнометражный фильм»                            | Эндрю Адамсон, Конрад Вернон и Келли Эсбёри                                                                | Номинация           |                     |
| «Энни»                                              | «Лучшая музыка — анимационный полнометражный фильм»                                         | Гарри Грегсон-Уильямс                                                                                      | Номинация           |                     |
| «Энни»                                              | «Лучшая раскадровка — анимационный полнометражный фильм»                                    | Конрад Вернон                                                                                              | Номинация           |                     |
| «Энни»                                              | «Лучшая озвучка — анимационный полнометражный фильм»                                        | Антонио Бандерас — Кот в сапогах                                                                           | Номинация           |                     |
| «Энни»                                              | «Лучший сценарий — анимационный полнометражный фильм»                                       | Эндрю Адамсон, Джо Стиллман, Дж. Дэвид Стем и Дэвид Н. Уайсс                                               | Номинация           |                     |
| «Awards Circuit Community Awards»                   | «Лучший анимационный полнометражный фильм»                                                  | Шрек 2 | Номинация           |                     |
| «BMI Film & TV Awards»                              | «Лучшая музыка к фильму»                                                                    | Гарри Грегсон-Уильямс                                                                                      | Победа              |                     |
| «BMI Film & TV Awards»                              | «Лучшая песня к фильму»                                                                     | «Accidentally in Love» — Counting Crows                                                                    | Номинация           |                     |
| «British Comedy Awards»                             | «Лучший комедийный фильм»                                                                   | Шрек 2 | Номинация           |                     |
| «Critics’ Choice Movie Awards»                      | «Лучший анимационный полнометражный фильм»                                                  | Шрек 2 | Номинация           |                     |
| «Critics’ Choice Movie Awards»                      | «Лучшая песня к фильму»                                                                     | «Accidentally in Love» — Counting Crows                                                                    | Номинация           |                     |
| Каннский кинофестиваль                              | «Золотая пальмовая ветвь»                                                                   | Шрек 2 | Номинация           |                     |
| «Dallas-Fort Worth Film Critics Association Awards» | «Лучший анимационный полнометражный фильм»                                                  | Шрек 2 | Номинация           |                     |
| «Gold Derby Awards»                                 | «Лучший анимационный полнометражный фильм»                                                  | Шрек 2 | Номинация           |                     |
| «Gold Derby Awards»                                 | «Лучшая песня к фильму»                                                                     | «Accidentally in Love» — Counting Crows                                                                    | Номинация           |                     |
| «Golden Schmoes»                                    | «Лучший анимационный полнометражный фильм»                                                  | Шрек 2 | Номинация           |                     |
| «Golden Schmoes»                                    | «Наиболее переоцененный фильм»                                                              | Шрек 2 | Номинация           |                     |
| «Golden Schmoes»                                    | «Самый крутой персонаж»                                                                     | Кот в сапогах                                                                                              | Номинация           |                     |
| «Золотой трейлер»                                   | «Лучший анимационный/семейный трейлер»                                                      | Шрек 2 | Номинация           |                     |
| «Грэмми»                                            | «Лучший альбом, являющийся саундтреком к фильму, телевидению или другому визуальному медиа» | Эндрю Адамсон, Крис Доридас и Майкл Остин                                                                  | Номинация           |                     |
| «Грэмми»                                            | «Лучшую песня, написанная для кино, телевидения или другого визуального медиа»              | «Accidentally in Love» — Counting Crows                                                                    | Номинация           |                     |
| «Hollywood Film Award»                              | «Лучший анимационный полнометражный фильм»                                                  | Шрек 2 | Победа              |                     |
| «International Film Music Critics Award»            | «Лучший музыка к комедийному фильму»                                                        | «Accidentally in Love» — Counting Crows                                                                    | Номинация           |                     |
| «Audience Award»                                    | «Лучшая международная актриса»                                                              | Кэмерон Диас                                                                                               | Номинация           |                     |
| «Серебряная лента»                                  | «Лучший иностранный режиссёр»                                                               | Эндрю Адамсон, Конрад Вернон и Келли Эсбёри                                                                | Номинация           |                     |
| «Italian Online Movie Awards»                       | «Лучший анимационный полнометражный фильм»                                                  | Шрек 2 | Победа              |                     |
| «Italian Online Movie Awards»                       | «Лучшую песня к фильму»                                                                     | «Accidentally in Love» — Counting Crows                                                                    | Номинация           |                     |
| «Kids’ Choice Awards»                               | «Любимый фильм»                                                                             | Шрек 2 | Номинация           |                     |
| «Kids’ Choice Awards»                               | «Любимый голос персонажа мультфильма»                                                       | Кэмерон Диас — Фиона                                                                                       | Номинация           |                     |
| «Kids’ Choice Awards»                               | «Любимый голос персонажа мультфильма»                                                       | Эдди Мерфи — Осёл                                                                                          | Номинация           |                     |
| «Kids’ Choice Awards»                               | «Любимый голос персонажа мультфильма»                                                       | Майк Майерс — Шрек                                                                                         | Номинация           |                     |
| «Golden Reel Awards»                                | «Лучший звуковой монтаж художественного фильма — анимационный фильм»                        | Рэнди Том, Деннис Леонард, Джонатан Нал, Мэрлин МакКоппен, Дэвид Хьюз, Скотт Гиттау, Ларри Отфилд и другие | Номинация           |                     |
| «MTV Movie Awards» (США)                            | «Лучшая комедийная сцена»                                                                   | Антонио Бандерас                                                                                           | Номинация           |                     |
| «MTV Movie Awards» (Мексика)                        | «Любимый голос в анимационном фильме»                                                       | Эухенио Дербес — Осёл                                                                                      | Победа              |                     |
| «NRJ Ciné Awards»                                   | «Лучший дубляж фильма»                                                                      | Ален Шаба                                                                                                  | Победа              |                     |
| «NRJ Ciné Awards»                                   | «Лучший комедийный фильм»                                                                   | Шрек 2 | Победа              |                     |
| «Online Film & Television Association Award»        | «Лучший анимационный полнометражный фильм»                                                  | Шрек 2 | Номинация           |                     |
| «Online Film & Television Association Award»        | «Лучший голос персонажа»                                                                    | Эдди Мерфи — Осёл                                                                                          | Номинация           |                     |
| «Online Film & Television Association Award»        | «Лучший голос персонажа»                                                                    | Джон Клиз — король Гарольд                                                                                 | Номинация           |                     |
| «Online Film & Television Association Award»        | «Лучшая музыка, песня к фильму»                                                             | «Accidentally in Love» — Counting Crows                                                                    | Номинация           |                     |
| «Online Film Critics Society Awards»                | «Лучший анимационный полнометражный фильм»                                                  | Шрек 2 | Номинация           |                     |
| «People’s Choice Awards»                            | «Любимый комедийный фильм»                                                                  | Шрек 2 | Победа              |                     |
| «People’s Choice Awards»                            | «Любимый сиквел»                                                                            | Шрек 2 | Победа              |                     |
| «People’s Choice Awards»                            | «Любимый анимационный фильм»                                                                | Шрек 2 | Победа              |                     |
| «People’s Choice Awards»                            | «Любимый актёр анимационного фильма»                                                        | Эдди Мерфи                                                                                                 | Победа              |                     |
| «People’s Choice Awards»                            | «Любимый кинозлодей»                                                                        | Дженнифер Сондерс                                                                                          | Победа              |                     |
| «People’s Choice Awards»                            | «Любимый фильм»                                                                             | Шрек 2 | Номинация           |                     |
| «Phoenix Film Critics Society Awards»               | «Лучшая песня к фильму»                                                                     | «Accidentally in Love» — Counting Crows                                                                    | Победа              |                     |
| «Спутник»                                           | «Лучший анимационный фильм»                                                                 | Шрек 2 | Номинация           |                     |
| «Teen Choice Awards» (2015)                         | «Choice Movie: Анимация»                                                                    | Шрек 2 | Победа              |                     |
| «Teen Choice Awards» (2014)                         | «Choice Movie: Комедия»                                                                     | Шрек 2 | Победа              |                     |
| «Teen Choice Awards» (2014)                         | «Choice Movie лета»                                                                         | Шрек 2 | Номинация           |                     |
| Премия общества специалистов по визуальным эффектам | «Выдающаяся актёрская игра анимированного персонажа в анимационном фильме»                  | Антонио Бандерас — Кот в Сапогах                                                                           | Номинация           |                     |
| «World Soundtrack Award»                            | «Композитор года»                                                                           | Гарри Грегсон-Уильямс                                                                                      | Номинация           |                     |
| «World Soundtrack Award»                            | «Лучший саундтрек»                                                                          | Гарри Грегсон-Уильямс                                                                                      | Номинация           |                     |
| «World Soundtrack Award»                            | «Лучшая песня к фильму»                                                                     | «Accidentally in Love» — Counting Crows                                                                    | Номинация           |                     |
| «Молодой актёр»                                     | «Лучший семейный художественный анимационный фильм»                                         | | Номинация           |                     |

## Сиквелы и спин-оффы
У «Шрека 2» есть два продолжения — «Шрек Третий» (2007) и «Шрек навсегда» (2010). 28 октября 2011 года состоялся релиз спин-оффа «Кот в сапогах», посвящённый дебютировавшему в «Шреке 2» герою Коту в сапогах. 6 ноября 2018 года Variety сообщила, что Крис Меледандри приступил к работе над перезапуском «Шрека» и «Кота в сапогах»; Меледандри не исключил возможности возвращения оригинальных актёров. 21 декабря 2022 года вышел сиквел «Кота в сапогах» с подзаголовком «Последнее желание». В настоящее время в разработке находится пятый фильм о Шреке, премьера запланирована на 23 декабря 2026 года.